# جان کالم
جان کالم (انگلیسی: John Cullum؛ زادهٔ ۲ مارس ۱۹۳۰) هنرپیشه، خواننده اهل ایالات متحده آمریکا است.
از فیلم‌ها یا برنامه‌های تلویزیونی که وی در آن نقش داشته‌است می‌توان به همسر خوب، همه چیزهای خوب، تار شارلوت، مد من، عزیزانت را بکش، روز بعد، توطئه‌گر، هاوایی، شنونده شب، ۱۷۷۶، دنیای بزرگسالان، بتی پیج بدنام و عشق عجیب است اشاره کرد.